# Radice del tema
La radice del tema in senso assoluto, nell'ambito della grammatica normativa tradizionale, è ciò che rimane di una parola dopo che ne sono stati rimossi la desinenza, gli eventuali affissi flessivi e l'eventuale vocale tematica. La parte della parola che non fa parte della radice del tema si chiama uscita.
Ad esempio, nella parola dormivate la desinenza è -te, l'affisso flessivo è -va-, la vocale tematica è -i- e ciò che resta è la radice del tema: dorm-.
L'uscita è dunque -ivate.
In senso più lato, nell'ambito della grammatica descrittiva, la radice di un tema è definita come ciò che resta di un tema dopo che è stato separato dalla eventuale vocale tematica.
In questo senso occorre specificare anche il contesto in cui va individuato il tema; rimanendo nell'esempio precedente, si può ad esempio individuare il tema dell'imperfetto indicativo di dormivate, che è dormiva-, e in questo tema la vocale tematica è quella dell'affisso e dunque è -a-; la radice del tema dell'imperfetto indicativo è dunque dormiv-.
Anche in questo caso si può dire che -ate è in senso lato l'uscita della seconda persona plurale.

## Relazioni tra radice del tema e radice lessicale
A volte, impropriamente, la radice del tema (in senso assoluto) è chiamata anche semplicemente radice.
L'uso assoluto del termine radice può creare ambiguità con la radice lessicale della parola.
Nei vocaboli primitivi regolari la radice del tema coincide con la radice lessicale della parola; ad esempio nella parola italiana voce la radice del tema voc- coincide con la radice lessicale voc-.
In questi casi l'utilizzo assoluto del termine radice non è ambiguo.
Nei vocaboli che non sono primitivi (alterati, derivati, ecc.) la radice del tema conserva anche gli affissi e gli altri elementi formativi non flessivi, privati dell'eventuale desinenza; ad esempio, nella parola italiana inscatolamento la radice del tema è inscatolament- mentre la radice lessicale è scatol-.
Nonostante questa distinzione sia chiara agli stessi linguisti, può capitare in alcuni testi di morfologia (anche non scolastici) di trovare il termine radice usato sia in modo assoluto sia addirittura come sinonimo di tema negli argomenti che riguardano la flessione, laddove questo uso non generi ambiguità.

## La radice del tema nelle flessioni irregolari
Generalmente, per ottenere tutte le forme di un lessema è sufficiente applicare tutte le possibili uscite alla radice del tema del lemma; quando tutte le forme di un lessema possono essere ottenute in questo modo si parla di flessione regolare. Ad esempio, tutte le forme del verbo saltare si ottengono applicando le uscite della prima coniugazione alla radice del tema salt-.
Può capitare che nella flessione di un lemma avvengano delle eccezioni che portano alla modifica parziale o completa della radice tema; si parla in questo caso di flessioni irregolari. Queste eccezioni sono abbastanza comuni nelle lingue flessive (si può citare il caso eccezionale del greco classico, in cui la maggior parte dei verbi ha una coniugazione irregolare) mentre sono rare nelle lingue agglutinanti (il turco ad esempio ha solamente un verbo irregolare).
Ecco un elenco parziale delle possibili modificazioni che possono intervenire nella radice del tema in una flessione irregolare, con alcuni esempi in lingua italiana:
- dittongo mobile (alternanza tra dittongo accentato e vocale non accentata): muovo, moviamo; siedi, sedete;
- cambio vocalico: vedo, vidi;
- cambio consonantico: conduco, conduci (cambio di pronuncia), condussi (cambio con raddoppiamento consonantico);
- raddoppiamento sillabico: diedi, desti;
- affissazione (quasi una regola nella terza coniugazione dei verbi italiani): colp-isc-o, colpiamo;
- forti irregolarità in generale: so, sappiamo, sapete, seppi; muoio, muori, moriamo;
- suppletivismo (sostituzione del tema): vado, andiamo.